# August Paepke
August Paepke – fortepianmistrz działający w Krakowie w pierwszej połowie XIX w. 
W latach 1818–1857 prowadził wytwórnię instrumentów w Krakowie z tytułem miejskiego budowniczego. Budował także fortepiany z pięcioma rejestrami mechanicznymi, w tym fagotowy i janczarski. Eksportował instrumenty do Królestwa Polskiego. Obecnie zachowało się bardzo niewiele instrumentów Paepkego.